# Lawson-Kriterium
Das Lawson-Kriterium (nach John Lawson) ist eine physikalische Bedingung dafür, dass eine in einem Plasma ablaufende Kernfusionsreaktion sich selbst trägt, d. h. sich in einer makroskopischen Brennstoffmenge selbsttätig aufrechterhält. Vereinfacht gesagt muss der im Plasma bleibende Anteil der freigesetzten Fusionsleistung mindestens so groß sein wie die Verlustleistung des Plasmas. 
Das Kriterium wurde ursprünglich für die Fusion von Deuterium und Tritium (DT) formuliert, kann aber grundsätzlich auch auf andere Fusionsbrennstoffe verallgemeinert werden. Die Art des Plasmaeinschlusses, etwa Fusion mittels magnetischen Einschlusses oder Trägheitsfusion, spielt dafür keine Rolle.
Alle Versuche, das Lawson-Kriterium in einer kontrollierten Reaktion zu erreichen, scheiterten bisher (2016) daran, dass die Plasmavolumina zu klein waren und zu schnell abkühlten, um einen dauerhaft ablaufenden Fusionsprozess zu ermöglichen. Erreicht werden sollte es mit dem Ursprungsentwurf für ITER, der in dieser Größe jedoch nicht bewilligt wurde. Bei seinem Nachfolger DEMO soll es möglich werden. Auch bei Trägheitsfusionsexperimenten wurde die Erfüllung des Kriteriums, die Zündung, noch nicht erreicht. 

## DT-Plasma im Gleichgewicht
Das Kriterium ergibt sich aus einem Gleichgewicht. In einem DT-Plasma muss der von den entstehenden Alphateilchen getragene Anteil {\displaystyle P_{f,\alpha }} der Fusionsleistung gleich der Verlustleistung {\displaystyle P_{v}} des Plasmas sein. 
Die bei der Fusionsreaktion freigesetzten Neutronen verlassen, da sie elektrisch neutral sind, das Plasma sofort, und ihre kinetische Energie von 14,1 MeV dient dann der Energiegewinnung. Die elektrisch geladenen Alphateilchen geben dagegen durch Stöße ihre Bewegungsenergie von 3,5 MeV noch im Plasma ab, sie heizen also das Plasma mit einer Leistung {\displaystyle P_{f,\alpha }}. Gleichzeitig verliert das Plasma Energie durch Bremsstrahlung und Transport; dies ist die Verlustleistung {\displaystyle P_{v}}. Im Gleichgewicht ist {\displaystyle P_{f,\alpha }=P_{v}}. Erfüllt ein DT-Plasma diese Bedingung, „zündet“ es, „brennt“ dann ohne Energiezufuhr weiter und liefert seinerseits Energie als kinetische Neutronenenergie. In Kernwaffen und auch in Trägheitsfusions-Reaktoren muss das Kriterium erfüllt sein. In Magneteinschluss-Fusionsreaktoren muss es dagegen nicht vollständig erfüllt werden; eine gewisse ständig nötige Fremdheizung (mit z. B. einigen Prozent der gewonnenen Neutronenenergie) hätte sogar den Vorteil, eine zusätzliche Steuermöglichkeit der Reaktion zu bieten.
Die Alphateilchen-Leistung beträgt bei einem DT-Plasma
{\displaystyle P_{f,\alpha }=n_{1}n_{2}\langle \sigma v\rangle \epsilon V}
mit den Teilchendichten {\displaystyle n_{i}} der beiden Reaktionspartner, der über die Geschwindigkeitsverteilung der Teilchen gemittelten Kernreaktionsrate {\displaystyle \langle \sigma v\rangle } (Teilchengeschwindigkeit multipliziert mit dem geschwindigkeitsabhängigen Wirkungsquerschnitt), dem auf das Alphateilchen entfallenden Teil der freiwerdenden Energie pro Fusion {\displaystyle \epsilon } und dem Plasmavolumen {\displaystyle V}. 
Die im Plasma enthaltene thermische Energie ist
{\displaystyle W=3\ n_{e}k_{\mathrm {B} }T\,V}
mit der Elektronendichte {\displaystyle n_{e}}, der Boltzmannkonstante {\displaystyle k_{\mathrm {B} }} und der Temperatur {\displaystyle T}.
Strahlungs- und Teilchentransportvorgänge bewirken eine Verlustleistung {\displaystyle P_{v}}. Der Quotient aus der thermischen Energie und der Verlustleistung hat die Dimension einer Zeit und wird als Energieeinschlusszeit {\displaystyle \tau _{E}} bezeichnet: 
{\displaystyle \tau _{E}={\frac {W}{P_{v}}}}.
Zum Erreichen des selbsttätigen Brennens muss gelten:
{\displaystyle P_{f,\alpha }\geq P_{v}}.
Mit der Annahme, dass beide Reaktionspartner in gleichen Mengen vorhanden sind, also die gleiche Teilchendichte haben und quasi vollständig ionisiert sind
{\displaystyle n_{1}=n_{2}\approx {\frac {1}{2}}n_{e}\quad \leftrightarrow \quad n_{1}n_{2}={\frac {n_{e}^{2}}{4}}}
folgt das Lawson-Kriterium:
{\displaystyle n_{e}\tau _{E}\geq {\frac {12\ k_{\mathrm {B} }T}{\langle \sigma v\rangle \epsilon }}}.
Bei vorgegebener Temperatur ergibt sich also der Mindestwert des Produkts aus Teilchendichte n und Energieeinschlusszeit {\displaystyle \tau _{E}} für die selbsttätig brennende Fusionsreaktion. Dieses Produkt ist eine Funktion der Temperatur und Kernreaktionsrate, die für jede Fusionsreaktion etwas anders verläuft, aber immer ein absolutes Minimum hat. Für die DT-Reaktion beispielsweise erhält man 
{\displaystyle n_{e}\tau _{E}\geq 1{,}5\cdot 10^{20}\,\mathrm {m^{-3}\,s} }
wobei das Minimum bei einer Temperatur von ungefähr 25 keV liegt.

## Das Tripelprodukt
Anstelle von {\displaystyle n_{e}\tau _{E}} wird meistens das sogenannte Tripelprodukt {\displaystyle n_{e}\tau _{E}T} als Maß für das Erreichen der Zündbedingung verwendet. Das Lawson-Kriterium lautet dann
{\displaystyle n_{e}\tau _{E}T\geq {\frac {12\;k_{\mathrm {B} }T^{2}}{\langle \sigma v\rangle \epsilon }}}.
Dieses hat den Vorteil, dass das Minimum von {\displaystyle n_{e}\tau _{E}T} als Funktion der Temperatur bei ca. 14 keV liegt (mit {\displaystyle n_{e}\tau _{E}T=2{,}8\cdot 10^{21}\mathrm {\,m^{-3}\,s\,keV} }), dem Wert, der ungefähr notwendig ist, um einen Fusionsreaktor zu betreiben.

## Verluste durch Bremsstrahlung
Insbesondere hoch ionisierte Verunreinigungen im Plasma (z. B. {\displaystyle \mathrm {C} ^{6+},\mathrm {Fe} ^{20+}}) führen zu einem Energieverlust durch Bremsstrahlung. Der für eine Zündung notwendige Wert des Tripelproduktes liegt dadurch höher.
Die Bremsstrahlungsverluste sind gegeben durch
{\displaystyle P_{B}=c_{1}n_{e}^{2}Z_{\text{eff}}{\sqrt {T}}\,V}
mit der Konstanten {\displaystyle c_{1}=1{,}59\cdot 10^{-40}\mathrm {\,W\,m^{3}\,K^{-{\frac {1}{2}}}} } und der 
effektiven Ladung {\displaystyle Z_{\text{eff}}={\frac {1}{n_{e}}}\sum _{s}Z_{s}^{2}n_{s}} (die Summe läuft über alle Ionenspezies des Plasmas). 
Für eine selbstständig ablaufende Fusionsreaktion ergibt sich damit aus der Bedingung
{\displaystyle P_{f,\alpha }\geq P_{v}+P_{B}} (wobei {\displaystyle P_{v}} hier nur den Verlust durch Transportvorgänge beschreibt) das Kriterium
{\displaystyle n_{e}\tau _{E}T\geq {\frac {12k_{\mathrm {B} }T^{2}}{\langle \sigma v\rangle \epsilon -4c_{1}Z_{\text{eff}}{\sqrt {T}}}}}.
Ohne Verunreinigungen, d. h. {\displaystyle Z_{\text{eff}}=1}, ergibt sich damit am Minimum der Wert 
{\displaystyle n_{e}\tau _{E}T=3\cdot 10^{21}\mathrm {\,m^{-3}\,s\,keV} }. Enthält das Plasma z. B. 0,5 % Verunreinigung durch {\displaystyle \mathrm {Fe} ^{20+}}, d. h. {\displaystyle Z_{\text{eff}}=2{,}9}, so erhöht sich der Wert des Tripelproduktes am Minimum auf 
{\displaystyle n_{e}\tau _{E}T=3{,}3\cdot 10^{21}\mathrm {\,m^{-3}\,s\,keV} }. Es wird also schwieriger, die für eine Zündung notwendigen Bedingungen zu erreichen.